# Raymond Roussel
Raymond Roussel (París, 20 de enero de 1877-Palermo, 14 de julio de 1933) fue un poeta, novelista, dramaturgo, músico y ajedrecista francés. Con sus novelas y obras ejerció una fuerte influencia sobre algunos grupos del siglo XX, como los surrealistas, OuLiPo y los autores del nouveau roman.

## Biografía
Roussel fue el tercero y último hijo de su familia. En 1893, a los 15 años de edad. 
Estudió en el Lycée Janson de Sailly de París. Fue admitido en el Conservatorio de París como pianista. Un año más tarde heredó una sustanciosa fortuna al fallecer su padre y empezó a escribir poesía para acompañar sus composiciones musicales. A los 17 escribió Mon Âme, un largo poema publicado tres años más tarde en Le Gaulois. En 1896 ya había empezado a escribir su poema La Doblure cuando sufrió una crisis mental. Tras la publicación del poema el 10 de junio de 1897, que fue un completo fracaso, Roussel empezó a visitar al psiquiatra Pierre Janet. En los años siguientes su herencia le permitió publicar y producir sus obras sin reparar en gastos. Escribió y publicó parte de su obra más importante entre 1900 y 1914, y de 1920 a 1921 viajó a lo largo del mundo. Siguió escribiendo en las décadas siguientes, pero cuando su fortuna finalmente se acabó se encaminó a un hotel en Palermo, donde murió de una sobredosis de barbitúricos en 1933, hecho cuestionado por Leonardo Sciascia en su obra Actas relativas a la muerte de Raymond Roussel. Está enterrado en el cementerio Père-Lachaise de París.

## Obra
Las obras más conocidas de Roussel son Impresiones de África y Locus Solus, ambas escritas de acuerdo a restricciones formales basadas en juegos de palabras. Roussel mantuvo su método de escritura en secreto hasta la publicación póstuma de un texto en el que lo describe de la siguiente forma «Elijo dos palabras similares. Por ejemplo “billiards” y “pilliards”. Entonces les añadía palabras similares tomadas en dos direcciones diferentes y obtenía dos frases casi idénticas. Halladas las dos frases, era cuestión de escribir un relato que pudiese empezar con la primera y acabar con la segunda. Amplificando el proceso buscaba nuevas palabras que llevaran a la palabra billiards, tomándolas siempre en una dirección diferente de la que se presentó al principio de todo, y esto me proporcionaba cada vez una creación. El proceso evolucionaba/se movía y acababa tomando una frase que obtenía de la dislocación de las imágenes, un poco como si fuera cuestión de extraer algo de un jeroglífico». Por ejemplo Les lettres du blanc sur les bandes du vieux billard/Las letras blancas escritas en las bandas de la vieja mesa de billar… debe alcanzar de alguna forma …les lettres du blanc sur les bandes du vieux pillard/Cartas [escritas por] un hombre blanco sobre las bandas del viejo bandido. El resultado era una serie de transformaciones y retruécanos en las que la realidad aparecía totalmente dislocada. En sus propias palabras:

...una obra literaria no tiene que contener nada real, ninguna observación acerca del mundo, nada salvo combinaciones de objetos totalmente imaginarios

En Impresiones de África un barco naufraga en África y la tripulación es capturada por los indígenas. Allí distraen a los que les custodian con parodias y juegos. Estas distracciones están basadas en juegos verbales. Por ejemplo, uno habla de un tal Lelgouach que toca una flauta hecha a partir del hueso de su tibia—la idea de una tibia sonora la sacó Roussel de un anuncio de una grabadora llamada Phonotypia. Todo repleto de máquinas fantásticas, retruécanos, elementos que contradicen las leyes de la física, procesos absurdos descritos con seriedad...
John Ashbery resume Locus Solus de esta forma en su introducción al ensayo de Michel Foucault Raymond Roussel: «Un científico e investigador importante, Martial Canterel, ha invitado a un grupo de colegas a visitar el parque de su finca, Locus Solus. Cuando el grupo visita la finca, Canterel les muestra invenciones de una complejidad y rareza cada vez mayores. De nuevo, a la exposición le sigue la explicación, la histeria fría de la primera dando paso a las innumerables ramificaciones de la segunda. Tras un martinete áreo formado por un mosaico de dientes y un enorme diamante de cristal relleno de agua en la que flota una chica que baila, un gato sin pelo y la cabeza conservada de Danton, llegamos al pasaje central: la descripción de ocho curiosos tableaux vivants que tienen lugar en una enorme jaula de cristal. Aprendemos que los actores son en realidad gente muerta que Canterel ha resucitado con resurrectine, un fluido de su invención que si se inyecta a un cadáver reciente hace que represente el incidente más importante de su vida».
Nuevas impresiones de África es un poema de 1 274 líneas que consiste en cuatro largos cantos de alejandrinos rimados, en el que cada frase viene acompañada de notas laterales de hasta cinco niveles. De vez en cuando una nota al pie se refiere a un poema anterior que contiene sus propios niveles de paréntesis.
Roussel fue impopular en su época y los críticos de su tiempo le dispensaron comentarios casi unánimemente negativos. Sin embargo, fue admirado por los surrealistas y otros artistas de vanguardia, como Michel Leiris y Marcel Duchamp. A finales de la década de 1950 le redescubrió el Oulipo y Alain Robbe-Grillet. Sus influencia más directa en el mundo anglosajón fue la nueva escuela de Nueva York: John Ashbery, Harry Mathews, James Schuyler y Kenneth Koch editaron una revista efímera llamada Locus Solus. El filósofo francés Michel Foucault escribió el único libro sobre su obra.
En 2011 el Museo Reina Sofía organizó la exposición Locus Solus, Impresiones de Raymond Roussel (del 26 de octubre al 27 de febrero de 2012), con más de 300 obras, sobre la gran influencia de este autor en las artes plásticas.
En 2016 el artista Joan Bofill-Amargós fundó The Raymond Roussel Society en Nueva York junto con John Ashbery, Michel Butor, Miquel Barceló, Thor Halvorssen y Hermes Salceda.

## Obras seleccionadas
- 1897 Mon âme, poema.
- 1897 La Doublure, novela en verso.
- 1900 La Seine, novela en verso.
- 1904 La vue, Le concert y La source, poemas.
- 1910 Impressions d’Afrique (Impresiones de África), novela, más tarde una obra de teatro.
- 1914 Locus Solus, novela (Ed. española: Locus Solus, trd. Marcelo Cohen, col. Polifonías, ed. Capitán Swing, Madrid, diciembre de 2011, ISBN 978-84-93827).
- 1925 L'étoile au front, obra de teatro.
- 1926 La Poussière de soleil, obra de teatro.
- 1932 Nouvelles Impressions d’Afrique (Nuevas impresiones de África), poema de cuatro cantos con 59 dibujos.

- 1935 Comment j'ai écrit certain de mes livres (Como escribí algunos libros míos, 1995, ISBN 1-878972-14-6).

- 1935 Parmi les noirs (Entre los negros), un relato publicado por primera vez en Comment j'ai écrit certain de mes livres.